# Hoplitis evansi
Hoplitis evansi är en biart som först beskrevs av Michener 1936.  Hoplitis evansi ingår i släktet gnagbin, och familjen buksamlarbin. Inga underarter finns listade i Catalogue of Life.